# Mhaswad
Mhaswad é uma cidade  no distrito de Satara, no estado indiano de Maharashtra.

## Demografia
Segundo o censo de 2001, Mhaswad tinha uma população de 20,494 habitantes. Os indivíduos do sexo masculino constituem 50% da população e os do sexo feminino 50%. Mhaswad tem uma taxa de literacia de 61%, superior à média nacional de 59.5%: a literacia no sexo masculino é de 70% e no sexo feminino é de 52%. Em Mhaswad, 14% da população está abaixo dos 6 anos de idade.